# 쟝 스쿠데리
쟝 스쿠데리(스커드, 司強)는 1976년 8월 21일 태어났으며, 바디 페인팅, 사진술, 비디오 그리고 유화 등으로 유명한 프랑스 비주얼 아티스트이다. 《가장무도회－자아의 환영》 은 가장 대표적인 예술 작품이며 사람들의 자화상, 페이스 페인팅 사진작업으로 이루어진 길고도 다양한 상징성을 가진 작업이며, 국적과 문화가 서로 다른 수백 명이 자원해서 모델로 참여한 바 있다.

## 주요 전시 및 퍼포먼스
- 파리(타이베이, 대만), NTNU 사진 전시 (2008)
- 마르세이유의 태양(타이페이, 대만), NTNU 사진 전시 (2009)[4]
- 도시인간 (타이페이, 대만), 사진 및 그림 개인전, 프로그 갤러리 (2010)[5]
- 마카오 프린지 2011: 더 뮤지엄 (마카오, 중국), 비디오 상영 퍼포먼스 (feat. 야오 선택) (2011)
- 아시아 컨템포러리 아트쇼 2012 (홍콩, 중국), 사진 및 그림 그룹전 (2012)
- 가면무도회 (타이페이, 대만), 개인전, VG 카페 갤러리 타이페이 (2013)[6]
- 르 프렌치코드 (서울, 한국), 개인전 및 라이트 페인팅 퍼포먼스 (2014)[7]
- CHOMP (방콕, 태국), 사진 및 바디 페인팅 개인전 (2014)
- 타이페이 프리 아트 페어 2014 (타이페이, 대만), 사진 및 바디 페이팅 개인전 (2014)[8]
- 마임 페스티벌 (타이페이, 대만), 사진 및 바디 페인팅 개인전 (2015)[9]
- 하부 & 상부 인간들 (서울, 한국), 사진 및 그림 개인전, 예술공간 고리 (2017)
- 하부 & 상부 인간들 ・ Sub & Sur Humans (타이페이, 대만), 사진 및 그림 개인전, Jing Lü Gallery (2018)[10][11]